# Boeing Insitu RQ-21 Blackjack
RQ-21 Blackjack je malý taktický bezpilotní letoun vyvinutý speciálně pro americké námořnictvo a námořní pěchotu. Jde o zpravodajský systém určený ke sběru a poskytování taktických informací velitelům USN a USMC. Letadla systému jsou přizpůsobena pro operace z paluby vojenských lodí. Za vývojem a výrobou tohoto systému stojí americká firma Insitu (dceřiná společnost firmy Boeing Defense, Space & Security).  

## Vznik a vývoj
V červenci 2010 získala společnost Insitu  smlouvu na vývoj a výrobu malého taktického bezpilotní vzdušného systému, ze kterého vzešel RQ-21A Blackjack. V soutěži porazila další tři konkurenční návrhy:
- Killer Bee-4 od společnosti Raytheon,
- Aerosonde Mk. 4.7 od společnosti AAI Corp.,
- Storm od dvojice firem General Dynamics a Elbit Systems.

Letové testy dronů systému RQ-21A Blackjack začaly 28. července 2012. V lednu 2014 byla spuštěna malosériová výroba a už o tři měsíce byl první systém nasazen v Afghánistánu. Plná sériová výroba se rozběhla v říjnu 2016. 

## Konstrukce

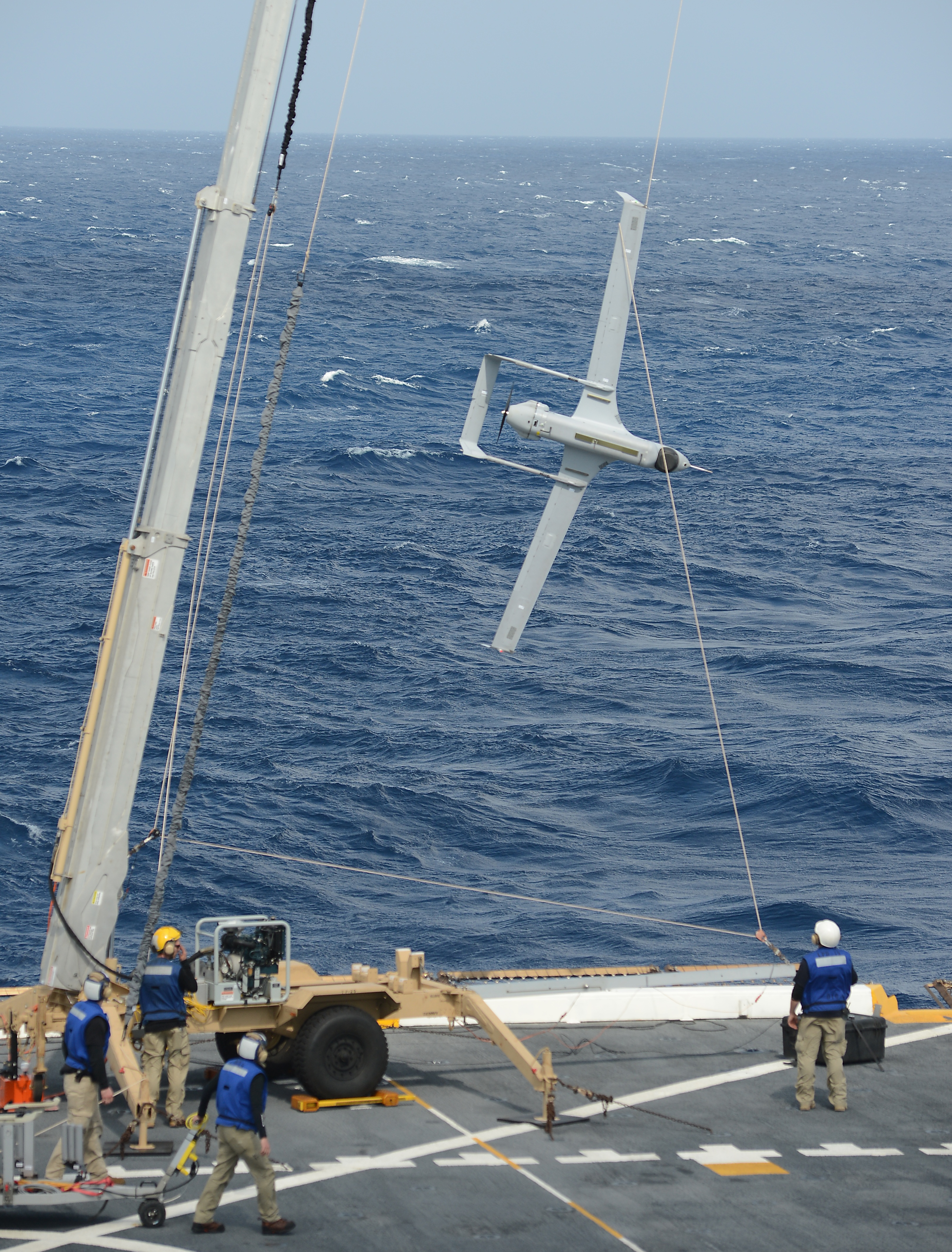
Zachycování RQ-21A při návratu na palubu lodi

Každý RQ-21 Blackjack se skládá z 5 letadel a 2 pozemních systémů. Letadla systému RQ-21 Blackjack mají modulární architekturu, čímž se zkracuje čas jejich přípravy před vzletem. Samotný dron má délku 2,5 m a rozpětí křídel 4,9. Výrobce uvádí letovou vytrvalost 16 hodin, některé zdroje však říkají, že stroj vydrží ve vzduchu až 24 hodin. Maximální rychlost letu dronu je 166 km/h, většinou však letí cestovní rychlostí 111 km/h. S užitečným zatížením 17,7 kg dokáže dron létat ve výšce více než 6 096 m.
Letadla jsou uzpůsobena k operování z paluby lodě, přičemž vzlet zabezpečuje katapultovací zařízení a přistání se realizuje pomocí speciálního záchytného zařízení.
Základní vybavení dronů se skládá z noční a denní kamery, která dokáže vyhotovit snímky s vysokým rozlišením z výšky až 2 400 m. K dalšímu vybavení patří zařízení na komunikační přenos a přijímače automatického identifikačního systému lodní dopravy.

## Nasazení
V dubnu 2014 byla první verze systému RQ-21 Blackjack Block 1 nasazena v Afghánistánu, kde plnila mise zaměřené na signální zpravodajství. Během tohoto nasazení uskutečnily tyto stroje 120 letů zahrnujících téměř 1000 letových hodin.

## Provozovatelé
Nizozemsko
Nizozemská královská armáda - 5 systémů
 Kanada
Ministerstvo národní obrany - 1 systém
Kanadské královské námořnictvo
 Polsko
Polské pozemní síly
Polské speciální jednotky
 USA
United States Marine Corps Aviation - 32 systémů
United States Navy - 25 systémů

## Specifikace

### Hlavní charakteristiky
- Posádka: 0 (ovládané na dálku minimálně 1 osobou)
- Délka: 2,5 m
- Rozpětí křídel: 4m9 m
- Prázdná hmotnost: 37 kg
- Maximální vzletová hmotnost: 61 kg
- Užitečné zatížení: 17,7 kg[7]

### Výkony
- Maximální rychlost:>166 km/h
- Cestovní rychlost: 111 km/h
- Rádius: 102 km
- Dostup:>6096 m
- Výdrž:> 16 hodin[8]